# Subprefectura de Itaquera
La subprefectura de Itaquera es una de las 32 subprefecturas de la ciudad de São Paulo, siendo regida por la Ley Nº 13,999 del 1 de agosto del 2002.
Está conformada por cuatro distritos: Itaquera, Parque do Carmo, José Bonifácioy Cidade Líder que sumados representan un área de 54.3 kilómetros cuadrados y una población de 488,327 habitantes.
En el mayor parque agrícola de la región, conocido como Parque do Carmo, hay plantaciones de cerezos procedentes de la inmigración japonesa. Actualmente, el barrio de Itaquera está experimentando un importante desarrollo comercial. Con la llegada de la Copa Mundial de Fútbol de 2014 y la construcción del estadio de fútbol para el Sport Club Corinthians Paulista hubo un crecimiento en términos de población pero poco industrial y comercial.